# Edel Therese Høisethová
Edel Therese Høisethová (* 27. ledna 1966 Siljan) je bývalá norská rychlobruslařka.
Na mezinárodních závodech startovala od roku 1983, kdy debutovala jak na Mistrovství světa juniorů (14. místo), tak seniorských šampionátech – evropském (18. místo) a světovém vícebojařském (23. místo). Jako sprinterka se však zaměřovala na krátké tratě, takže vícebojařských evropských i světových mistrovství se zúčastnila pouze několikrát v 80. letech. Od roku 1984 poprvé startovala na Mistrovství světa ve sprintu (16. místo), na kterém pravidelně závodila až do konce své kariéry. Největšího úspěchu dosáhla v roce 1996, když získala stříbrnou medaili. Ve Světového poháru nastupovala na krátkých tratích od jeho prvního ročníku 1985/1986, v celkovém hodnocení byla dvakrát druhá (1000 m – 1995/1996, 1999/2000) a dvakrát třetí (500 m – 1985/1986, 1986/1987). Celkem pětkrát startovala na zimních olympijských hrách (1984, 1988, 1992, 1994 a 1998), jejím nejlepším umístěním bylo osmé místo na trati 500 m na ZOH 1994. Po sezóně 2002/2003, kdy nastoupila pouze do norských závodů, ukončila sportovní kariéru.